# Урци, Саро
Саро Урци (итал. Saro Urzì; 24 февраля 1913 года, Катания — 1 ноября 1979 года, Сан-Джузеппе-Везувиано) — итальянский актёр.

## Биография
Родился в Сицилии, затем переехал в Рим в поисках счастье. Имя при рождении — Розарио Урдзи (Rosario Urzì).
В 1949 году Саро Урци встретил режиссёра Пьетро Джерми, который предложил ему роль в фильме «Именем закона». За роль в этом фильме Урци был награждён кинопремией «Серебряная лента» в номинации «Лучший актёр второго плана». Урци был любимым актером Джерми, они вместе работали в таких кинокартинах как: «Путь надежды» (1950), «Машинист» (1956), «Проклятая путаница» (1959) и «Альфредо, Альфредо» (1972). Главная роль в известном фильме Пьетро Джерми «Соблазнённая и покинутая» (1964) принесла ему награду за «Лучшую мужскую роль» на 17-м Каннском кинофестивале и ещё одну премию «Серебряная лента» лучшему актёру в 1965 году.
Также он играл в фильмах о доне Камилло (персонаже из рассказа итальянского писателя Джованнино Гуарески) и в фильмах — «Посрами дьявола», «Хлеб, любовь и ревность» (режиссёра Луиджи Коменчини), «Женщина из соломы» и «Крестный отец».